# PZL
PZL (пол. Państwowe Zakłady Lotnicze — Государственный авиационный завод) — главный производитель авиатехники в Польше в период между мировыми войнами. 
Располагался в Варшаве и действовал с 1928 по 1939 годы. Позднее, с конца 1950-х, аббревиатура использовалась как часть названия ряда польских государственных авиазаводов, входивших в Zjednoczenie Przemysłu Lotniczego i Silnikowego PZL — Объединение авиационной и моторной промышленности. После 1989 года эти заводы стали независимыми производителями, продолжавшими использовать бренд PZL.
На 2008 год в Польше существовали четыре предприятия, использовавшие аббревиатуру PZL:
- завод Wytwórnia Sprzętu Komunikacyjnego «PZL-Kalisz» в Калише
- завод Wytwórnia Sprzętu Komunikacyjnego «PZL-Rzeszów» в Жешуве
- завод Wytwórnia Sprzętu Komunikacyjnego «PZL-Świdnik» в Свиднике
- завод Wytwórnia Sprzętu Komunikacyjnego «PZL-Warszawa II» (в Варшаве, входит в Польский оборонный холдинг),

а также работало Polskie Zakłady Lotnicze Sp. z o.o. (Польские авиационные заводы), или PZL Mielec (Мелец).

## PZL (1928—1939)
Государственный авиационный завод был создан в Варшаве в 1928 году на основе существовавших CWL (пол. Centralne Warsztaty Lotnicze — Центральных авиационных мастерских). Первой продукцией стали лицензионные французские истребители Wibault 70, но затем завод выпускал самолёты исключительно собственной разработки. За следующие 10 лет конструктор Зигмунд Пулавский создал целую серию современных цельнометаллических истребителей-высокопланов: PZL P.1, P.6, P.7 и P.11. Последние два стали основными типами истребителей ВВС Польши с 1933 года. PZL P.24, представлявший собой экспортный вариант PZL P.11, был разработан уже после гибели Пулавского в авиакатастрофе и поставлялся в Турцию, Румынию, Болгарию и Грецию. На PZL также наладили массовый выпуск лёгкого бомбардировщика PZL.23 Karaś («Карась») и среднего бомбардировщика PZL.37 Łoś («Лось»), в небольших количествах выпускали спортивные самолёты (PZL.5, PZL.19, PZL.26), самолёты связи (PZL Ł.2) и занимались разработкой прототипов пассажирских самолётов. В конце 1930-х на заводе разработали несколько прототипов более современных истребителей, бомбардировщиков и пассажирский самолёт PZL.44 Wicher. Однако вторая мировая война не позволила этим самолётам пойти в серию. PZL был крупнейшим производителем самолётов в Польше в довоенный период.
В 1934 году главное производство в районе Окенче Варшавы получило название PZL WP-1 (пол. Wytwórnia Płatowców 1 — Планерный завод 1). В городе Мелец в 1938—1939 годах был построен другой завод, PZL WP-2, но в строй он вошёл уже после начала второй мировой войны. Подразделение по производству двигателей, PZL WS-1 в Варшаве-Окенче (пол. Wytwórnia Silników 1 — Моторный завод 1), выпускало преимущественно лицензионные копии моторов английской фирмы Bristol, таких как Bristol Pegasus и Bristol Mercury. Завод WS-1 — это бывшие Polskie Zakłady Skody, польское подразделение Шкоды, которое в 1936 году было национализировано и сменило название. В 1937—1938 годах в городе Жешув был построен новый завод PZL WS-2.

## После войны
Во Вторую мировую войну польская авиапромышленность была полностью разрушена. Послевоенное коммунистическое правительство Польши стремилось изменить всё, что связывало страну с предвоенной Польшей: с конца 1940-х название PZL было заменено на WSK (пол. Wytwórnia Sprzętu Komunikacyjnego — Завод коммуникационного оборудования). Первые десять лет компания не выпускала самолётов собственной конструкции и только в 1956 году было возобновлено проектирование самолётов под маркой PZL. Было создано ZPLiS PZL (пол. Zjednoczenie Przemysłu Lotniczego i Silnikowego PZL — Объединение авиационной и моторной промышленности), в котором собрались все государственные авиапромышленные заводы. Помимо собственно разработанной авиатехники, выпускались лицензионные советские самолёты (в том числе военные, в том числе истребители) и вертолёты. С 1973 года Объединение PZL пользовалось некоторой экономической автономией, за рубежом его интересы представлял CHZ Pezetel (Центр внешней торговли Pezetel, «Pezetel» — это произношение аббревиатуры PZL на польском). В 1970-х гг некоторые предприятия WSK также добавили слово PZL в свои названия. После 1989 года, в посткоммунистической Польше, все предприятия стали независимыми, но до сих пор используют PZL в своих названиях. В число выпускаемой предприятиями в Окенче, Мельце, Свиднике авиатехники вошли также лицензионные американские самолёты, а также двигатели и прочие узлы для западной авиатехники.

## Самолётыивертолётыпроизводства PZL

### Оригинальные
- PZL P.7
- PZL P.11
- PZL P.24
- PZL.23 Karas
- PZL.37 Łoś
- PZL.43 Czajka
- PZL-44 Wicher
- PZL-104 Wilga
- PZL M-28 Skytruck
- PZL Swidnik W3 Sokol
- PZL TS-11 Iskra
- WSK-Mielec M-15 Belphegor

### Лицензионные
- Ан-2
- Ан-28
- Ми-1
- Ми-2
- МиГ-15
- МиГ-15УТИ
- МиГ-15бис
- МиГ-17
- По-2
- Як-12
- Piper PA-34 Seneca